# Godzilla (film 1954)
Godzilla (jap. ゴジラ Gojira) – japoński film typu kaijū z 1954 roku w reżyserii Ishirō Hondy.
Obraz ten został wyprodukowany przez wytwórnię Tōhō, za efekty specjalne odpowiadał Eiji Tsuburaya. Choć nie był to pierwszy z filmów o wielkich potworach wyprodukowanych w Japonii (wcześniej powstały takie filmy jak Wasei Kingu Kongu z 1933 czy dwuczęściowy Edo ni arawareta Kingu Kongu z 1938), to właśnie powstanie tego filmu zainicjowało żywiołowy rozwój tego gatunku w Japonii. Otrzymał on także swoją nazwę – kaijū-eiga (filmów o potworach). Ten pierwszy film z serii o Godzilli uważany jest za najlepszy z serii.
Premiera filmu miała miejsce w Nagoi w dniu 27 października 1954 roku, a rozpowszechnianie w całym kraju rozpoczęto tydzień później 3 listopada 1954 roku.
W Polsce premiera odbyła się w październiku 1957 roku.

## Fabuła
Japońska łódź rybacka Eiko-maru zostaje zaatakowana przez smugę światła w pobliżu wyspy Ōto, po czym idzie na dno. Wysłaną, aby sprawdzić, co się dzieje, łódź Bingo-maru spotyka ten sam los. Kolejna wysłana łódź znajduje kilku rozbitków, ale – podobnie jak poprzedniczki – zostaje zniszczona.
Tymczasem ludność rybackiej wyspy Ōto nie jest w stanie nic złowić. Stary rybak Gisaku obwinia o to Godzillę (oryg. Gojira). Według ich dawnych wierzeń, Godzilla jest bogiem potworów żyjącym w morzu, wychodzącym z niego, aby żywić się ludzkim mięsem. Dawniej, gdy połowy były mizerne, ludność wyspy składała w ofierze dziewczęta, aby powstrzymać Godzillę i zapewnić sobie lepsze połowy.
Na Ōto przybywa śmigłowiec z ludźmi, którzy chcą przeprowadzić śledztwo w sprawie ostatnich tragicznych wydarzeń mających miejsce w pobliżu wyspy. Miejscowi wierzą, że za owymi wypadkami stoi Godzilla, jednak przybyli reporterzy są do tego sceptycznie nastawieni. Wieczorem ludność wyspy odprawia egzorcyzmy w nadziei, że potwór już więcej się nie pojawi. Gdy mieszkańcy zasypiają, rozpętuje się burza, której towarzyszy pojawienie się tajemniczej istoty siejącej śmierć i zniszczenie w małej wiosce.
Następnego dnia informacje o zajściu na wyspie przekazane zostają do Tokio. Paleontolog Kyōhei Yamane prosi o wysłanie na wyspę naukowej ekspedycji. Statek z Yamane bezpiecznie dociera na Ōto, gdzie członkowie ekspedycji natrafiają na olbrzymie odciski stóp, którym towarzyszy silne napromieniowanie, oraz trylobita. Nagle mieszkańcy wioski zostają powiadomieni, że coś dzieje się na wzgórzach. Gdy przybywają tam, ich oczom ukazuje się gigantyczny dinozauropodobny potwór. Mieszkańcy wioski i członkowie ekspedycji uciekają w popłochu, a potwór wraca do morza.
Yamane przegląda zebrane dowody i dochodzi do wniosku, że potwór nazwany Godzilla przeżył erę prehistoryczną i został przebudzony w wyniku eksplozji atomowych. Osad pozostawiony przez Godzillę zawiera w sobie stront, który mógł powstać jedynie w wyniku eksplozji bomby atomowej. Po wygłoszonej przez Yamane prezentacji Zgromadzenie Narodowe nalega, aby prawdy nie podawać do wiadomości publicznej – konsekwencje tego mogą być opłakane, ponieważ ludzie nadal boją się broni atomowej i wszystkiego, co z nią związane. Wnioskodawca pomysłu nieujawniania prawdy, Ōyama, nazwany zostaje przez jedną z uczestniczących w posiedzeniu kobiet idiotą, po czym chaos ogarnia całe obrady.
Prawda zostaje ostatecznie podana do wiadomości publicznej. Szybko podjęte zostają kroki mające na celu unicestwienie Godzilli – na wody wyruszają statki zrzucające bomby głębinowe. Doktorowi Yamane nie podoba się taka sytuacja. Uważa, że Godzilla nie powinien zostać zabity, a stać się obiektem badań, ponieważ taka szansa już nigdy się nie powtórzy.
W nocy Godzilla wyłania się z wód w rejonie Zatoki Tokijskiej. Po chwili potwór powraca w odmęty wód, powodując jednak panikę wśród mieszkańców Japonii. Następnego dnia Yamane zapytany zostaje, czy potwora da się jakoś unicestwić, ten jednak odpowiada, że jest to niemożliwe, skoro przeżył tak silne napromieniowanie. Wierzy, że zamiast tego należy go oszczędzić, aby dowiedzieć się, w jaki sposób udało mu się przeżyć.
Córka Yamane, Emiko, odwiedza współpracownika swojego ojca, doktora Daisuke Serizawę, by poinformować, że chce zerwać ich zaaranżowane zaręczyny. Serizawa, mimo tego przedstawia jej swój sekretny projekt naukowy. Zszokowana tym co zobaczyła, dziewczyna opuszcza Serizawę przyrzekając, że nikomu nie powie o jego tajemnicy.
Tej nocy Godzilla po raz kolejny wyłania się z wód Zatoki Tokijskiej, tym razem jednak atakując miasto. Jego atak jest stosunkowo krótki, powoduje jednak dużo zniszczeń i śmierci. Rankiem zapada decyzja o postawieniu wzdłuż Tokio wysokiego na trzydzieści metrów płotu, który porazić ma Godzillę napięciem o wysokości pięćdziesięciu tysięcy woltów, gdy pojawi się następnym razem. Ludność ewakuowana zostaje do schronów, a wojsko szykuje blokady wzdłuż ogrodzenia.
Gdy zapada noc, Godzilla pojawia się po raz kolejny. Potwór bez problemu pokonuje gigantyczne ogrodzenie, a rażony prądem o wysokim napięciu nie odnosi żadnych obrażeń – ogrodzenie zostaje roztopione przez promienie potwora. Wojskowe czołgi są bezużyteczne w walce z Godzillą. Nim noc dojdzie końca, Tokio staje w morzu płomieni, a śmierć poniesie tysiące niewinnych ludzi. Nim Godzilla ponownie wróci do morza zostaje ostrzelany przez myśliwce, jednak ich atak nawet go nie rani.
Następnego ranka okazuje się, że z wielu dzielnic Tokio pozostały tylko zgliszcza. Szpitale są przepełnione, wiele osób uległo napromieniowaniu. Widząc rozmiar zniszczeń i bezmiar ludzkiego cierpienia, Emiko wtajemnicza Ogatę – swojego przyjaciela i kochanka – w sekret Serizawy w nadziei, że ten zgodzi się wykorzystać go w walce z Godzillą. Otóż Serizawa zaprezentował jej broń masowej zagłady o nazwie Destruktor Tlenu (oryg. Okishijen Desutoroiyā), który rozkłada cząsteczki tlenu w wodzie, powodując rozpad wszystkich znajdujących się w niej żywych komórek. Broń ta ma siłę rażenia większą nawet niż bomba atomowa.
Emiko i Ogata odwiedzają Serizawę, aby prosić o użycie jego broni, ten jednak odmawia, ponieważ obawia się, że może ona zostać użyta do zniszczenia ludzkości i póki on żyje, nie ma pewności, że nie zostanie zmuszony do jej wykorzystania. W telewizji nadany zostaje program ukazujący zniszczenia dokonane przez Godzillę i pod jego wpływem tego Serizawa decyduje się użyć broni, ale tylko jeden jedyny raz, po czym pali wszystkie swoje notatki.
Następnego dnia okręt marynarki zabiera Ogatę i Serizawę na wody Zatoki Tokijskiej. Gdy oboje schodzą pod wodę, natrafiają na Godzillę. Po uruchomieniu Destruktora Tlenu Serizawa popełnia samobójstwo odcinając linkę, za pomocą której wyciągnięty ma być na powierzchnię i zabiera tajemnicę swojej broni do grobu. Godzilla wkrótce ginie z powodu asfiksji i zostaje z niego szkielet.
Mimo że misja okazała się sukcesem, jednak wielu opłakuje śmierć Serizawy. Yamane nie wierzy, że Godzilla był jedynym ocalałym przedstawicielem tego gatunku i jest zdania, że jeśli testy z bronią atomową będą kontynuowane, kolejny Godzilla może pojawić się w przyszłości.

## Obsada
- Momoko Kōchi – Emiko Yamane
- Takashi Shimura – dr Kyohei Yamane
- Akihiko Hirata – dr Daisuke Serizawa
- Akira Takarada – Hideto Ogata
- Toyoaki Suzuki – Shinkichi
- Sachio Sakai – reporter Hagiwara
- Ren Yamamoto – Masaji
- Kokuten Kōdō – rybak Gisaku
- Fuyuki Murakami – dr Tanabe
- Tadashi Okabe – reporter zabity na wieży
- Toranosuke Ogawa – prezes Nankai Shipping Company
- Seijiro Onda – Ōyama
- Kenji Sahara – imprezowicz na promie
- Ishirō Honda – mężczyzna przełączający dźwignię
- Haruo Nakajima –
  - Godzilla,
  - dziennikarz
- Katsumi Tezuka –
  - Godzilla,
  - redaktor Yamada
- Ryosaku Takasugi – Godzilla
- Jiro Suzuki – Godzilla

Wersja amerykańska:
- Raymond Burr – reporter Steve Martin
- Frank Iwanaga – oficer ochrony Tomo Iwanagi
- Mikel Conrad – George Lawrence
- Sammee Tong – dr Kyohei Yamane (głos)
- James Hong –
  - dr Daisuke Serizawa (głos),
  - Hideto Ogata (głos)

## Analiza filmu
Godzilla odbierany jest jako alegoria bomby atomowej: posiada niepowstrzymaną siłę, działa dzięki radioaktywności, wyrządził w Japonii podobne szkody jak II wojna światowa. Może być odebrany także jako alegoria Amerykanów, prowadzących testy z bronią atomową. Film powstał zaledwie dziewięć lat po tragicznych wydarzeniach, Hiroszimie i Nagasaki oraz kilka miesięcy po incydencie, w wyniku którego ucierpiała załoga japońskiego statku rybackiego znajdująca się w pobliżu miejsca, w którym Amerykanie prowadzili testy. W przeciwieństwie do innych filmów o wielkich potworach oraz reszty serii, Godzilla był bardzo poważny w wymowie. Ishirō Honda, reżyser filmu, współpracował przy kilku produkcjach Kurosawy, a jego surowe czarno-białe filmy zdają się być bardziej realistyczne, ostre i przerażające niż wiele późniejszych kolorowych filmów kaijū.
Zwraca się uwagę na konflikt moralny zawarty w filmie, szczególnie rozterki moralne Serizawy. Jan Łęczyca pisał: „Potwora może unieszkodliwić tylko środek o niszczycielskiej jeszcze większych rozmiarów (...) Cóż z tego jednak, kiedy uczony zdając sprawę  potwornych skutków, które może powodować jego wynalazek, uważa, iż nie ma prawa go używać. Co więcej – chce nawet zniszczyć swe dzieło, aby uchronić ludzkość przed ewentualną zagładą w wypadku wojny. Uczony nie wierzy w ludzkość – sam bowiem jest ofiarą wojny atomowej. Twierdzi, że nawet gdy zniszczy wynalazek, to sama myśl (tkwiąca) w jego umyśle jest groźbą dla ludzi”. Przywołuje się także inny punkt widzenia prezentowany przez doktora Yamane: „Innego rodzaju tendencję reprezentuje inny uczony – biolog. Uważa, iż potwora nie trzeba zabijać, gdyż stanowi on bezcenny obiekt badań naukowych, jest fenomenem, którego poznanie rozszerzy horyzonty naszej wiedzy”.

## Wersja amerykańska
W 1955 roku Edmund Goldman natrafił na limitowany pokaz Godzilli dla japońskojęzycznej publiczności w Los Angeles. Zakupił od Tōhō prawa za 25 000 dolarów i sprzedał je wytwórni Jewell Enterprises Inc. W roku 1956 powstała zmieniona wersja filmu przeznaczona na rynek amerykański – Godzilla: King of the Monsters! Film poddano amerykanizacji, praktyce wówczas powszechnej wobec zagranicznych filmów, i dokręcono sceny z amerykańskim reporterem granym przez Raymonda Burra, wplatając je w fabułę i zastępując nimi wątek obecny w oryginale reportera Hagiwary. Reżyserem scen dokręconym został Terry O. Morse ze względu na 30-letnie doświadczenie w montażu filmowym i robiono wszystko, by zachować klimat oryginału. Wersja amerykańska jest krótsza o około szesnaście minut od oryginału. Wbrew obiegowej opinii zachowano antynuklearne przesłanie i wynikające z tego mocniejsze sceny, mimo lekkiego złagodzenia. Wiele scen nie zostało zdubbingowanych, by zachować paradokumentalny charakter filmu. Usunięto wątek nieobecnego w amerykańskiej kulturze aranżowanego małżeństwa, dodano narrację postaci Burra oraz w tej wersji Godzill mierzy powyżej 400 stóp, tj. 130 metrów wysokości (w oryginale było to 164 stopy tj. 50 metrów).
Film stracił przez to wiele na wartości, ale i tak został entuzjastycznie przyjęty oraz przyczynił się do popularyzacji japońskiego kina wśród amerykańskiej widowni i popularności Godzilli na świecie. Film w wersji amerykańskiej trafił do większości krajów zagranicznych. Amerykańska wersja trafiła także do japońskich kin w 1957 roku jako Kaiju Ō Gojira (jap. 怪 獣 王 ゴ ジ ラ), stając się co najmniej tak popularna jak oryginał.
Oryginalną wersję filmu Amerykanie obejrzeć mogli w kinach dopiero w 2004 roku z okazji 50-lecia powstania pierwszego filmu i przy okazji wyświetlania filmu Godzilla: Ostatnia wojna.
Wbrew obiegowej opinii podczas polskiej premiery w 1957 roku wyświetlano japońską wersję filmu, co mogło mieć związek iż w materiałach prasowych podano datę produkcji podano 1956 roku – rok daty amerykańskiej wersji. Amerykańska wersja filmu została wydana w Polsce dopiero na DVD w październiku 2007 roku przez Media Service.

## Pozostałe informacje
- Pomysł stworzenia Godzilli narodził się po tym, jak Iwao Mori z zarządu Tōhō zmusił Tomoyukiego Tanakę do porzucenia japońsko-indonezyjskiego projektu Eiko kage-ni. Za główną inspiracje miał Bestia z głębokości 20 000 sążni i wydarzenie, które w tamtym czasie wstrząsnęły Japonią – japońska łódź rybacka Daigo Fukuryū Maru znalazła się w pobliżu miejsca, w którym Amerykanie prowadzili testy nuklearne i załoga zapadła na chorobę popromienną[11].
- Eiji Tsuburaya, autor efektów specjalnych, chciał żeby Godzilla była gigantyczną ośmiornicą, jednak Tomoyuki Tanaka zdecydował o zrobieniu Godzilli dinozaurem[11]. W późniejszym czasie Tsuburaya mógł zrealizować swoje marzenia o stworzeniu takiego potwora: pojawił się on w filmach King Kong kontra Godzilla, usuniętej scenie Frankenstein Conquers the World oraz Pojedynku potworów. Potwór ten zawsze nazywany był Ōdako. W późniejszym czasie pojawił się w serialu Ultra Q, rozważano także umieszczenie go w filmie Godzilla: Ostatnia wojna.
- Przez lata panowała plotka głosząca, że równoczesna produkcja Siedmiu samurajów i Godzilli prawie doprowadziła wytwórnię Tōhō do bankructwa, jednak nie miała potwierdzenia w faktach[12].
- W odcinku Animaniaków pt. Sir Yaksalot, wśród konsultantów z sali dowodzenia omawiających pokonanie smoka znajdują się Perry Mason (najbardziej znana rola Raymonda Burra) i Japończycy jako nawiązanie do amerykańskiej wersji Godzilli[13].
- W pierwotnej wersji filmu, gdy Godzilla pojawia się po raz pierwszy, trzyma w paszczy zakrwawioną krowę. Reżyserowi jednak ta scena się nie spodobała, więc nakręcono ją jeszcze raz, ale bez krowy.
- Odciski stóp Godzilli pozostawione na plaży w rzeczywistości wykonało japońskie wojsko, które podczas kręcenia scen do filmu miało w pobliżu manewry.
- Grający reportera na wieży atakowanej przez Godzillę Masaaki Tachibana posmarował sobie twarz oliwą, by uwydatnić efekt pocenia się ze strachu.
- Pierwotnie Godzilla zostać stworzony za pomocą animacji poklatkowej, jednak wykorzystanie tej techniki okazało się zbyt kosztowne. Wobec tego zdecydowano się aktora w kostiumie[14].
- Kostium Godzilli ważył ponad 100 kilogramów i w środku był gorący, przez co noszący go aktorzy mieli trudności z poruszaniem się po założeniu i musieli grać na zmianę[15]. Haruo Nakajima wspominał, że przez to schudł ok. 9 kilogramów[16].
- Wieża elektryczna, którą roztapia Godzilla, w rzeczywistości wykonana była z wosku. Aby ją roztopić użyto gorącego powietrza.
- Gdy Haruo Nakajima grał scenę wodną w basenie, ktoś przypadkiem posłał przez niego prąd elektryczny.
- Nakręcono scenę z Emiko i Serizawą jako nastolatkami, która tłumaczyła ich relacje między sobą, nie zdecydowano się jednak na umieszczenie jej w finalnej wersji filmu twierdząc, że niepotrzebnie będzie zwalniała akcję filmu.
- Jak podaje książka Gwiezdne imperia X muzy Bolesława Hołdysa, Godzilla, odbierany jako alegoria wojny atomowej, był pierwszym i jedynym filmem science fiction zakupionym przez wszystkie ówczesne kraje socjalistyczne[17].
- W drugim numerze komiksu Planetary na Wyspie Zero, będącej domem dla gigantycznych potworów, znajdują się rozkładające się zwłoki gigantycznego jaszczura podobnego do Godzilli. Samo pojawienie się gigantycznych potworów datuje się 5 lat od zrzucenia bomby atomowej na Hiroszimę i mutacja popromienna jest jedną z hipotez dotyczących pochodzenia. Pojawia się sugestia, że są dziełem skutków ubocznych nadużywania rozwoju technologicznego, zaś ich martwe ciała zostawiono jako ostrzeżenie dla przyszłych pokoleń[18].